# مانوليس ديرمتساكيس
مانوليس ديرمتساكيس (باليونانية: Μανώλης Δερμιτζάκης)‏ هو لاعب كرة قدم يوناني في مركز الدفاع، ولد في 24 نوفمبر 1976. لعب مع نادي أيك لارنكا.

## وصلات خارجية
- مانوليس ديرمتساكيس على موقع قاعدة بيانات كرة القدم.إي يو (الإنجليزية)
- مانوليس ديرمتساكيس على موقع ناشيونال فوتبول تيمز (الإنجليزية)
- مانوليس ديرمتساكيس على موقع عالم كرة القدم.نت (الإنجليزية)